# Star Trek: Pierwszy kontakt
Star Trek: Pierwszy kontakt – amerykański film science fiction z 1996 roku, z Patrickiem Stewartem i Jamesem Cromwellem w rolach głównych. 
Jest ósmym filmem pełnometrażowym osadzonym w realiach Star Treka. Reżyserem filmu jest Jonathan Frakes, odtwórca roli komandora Williama Rikera w serialu Star Trek: Następne pokolenie. Ścieżkę dźwiękową skomponował Jerry Goldsmith, który stworzył również muzykę do filmu Star Trek i sequeli Ostateczna granica, Rebelia i Nemesis.

## Fabuła
Pierwszy film w całości poświęcony ekipie znanej z serialu Star Trek: Następne pokolenie. Załoga nowego okrętu Enterprise-E musi zmierzyć się po raz kolejny z dawnym wrogiem, zaawansowaną technicznie rasą bezlitosnych cyborgów znanych jako Borg. Tym razem cofają się oni w czasie do roku 2063, aby zmienić bieg historii i udaremnić pierwszy lot z prędkością warp, konsekwencją którego było nawiązanie kontaktu ludzi z Wolkanami. W zmienionym biegu historii Zjednoczona Federacja Planet nigdy nie zaistniała, a Ziemię opanował Borg.

## Obsada
| Aktor           | Rola                               |
| --------------- | ---------------------------------- |
| Patrick Stewart | Kapitan Jean-Luc Picard            |
| Jonathan Frakes | Komandor/Kapitan William T. Riker  |
| Brent Spiner    | Komandor Porucznik Data            |
| LeVar Burton    | Komandor Porucznik Geordi La Forge |
| Michael Dorn    | Komandor Porucznik Worf            |
| Gates McFadden  | Doktor Beverly Crusher             |
| Marina Sirtis   | Doradca Deanna Troi                |
| Alfre Woodard   | Lily Sloane                        |
| James Cromwell  | dr Zefram Cochrane                 |
| Alice Krige     | Królowa Borg                       |
| Neal McDonough  | Porucznik Hawk                     |
| Robert Picardo  | Awaryjny Hologram Medyczny         |
| Dwight Schultz  | Porucznik Reginald Barclay         |